# Капка Дмитро Леонтійович
Дмитро Леонтійович Капка (справжнє прізвище Капкунов; нар. 24 жовтня (7 листопада) 1898, Київ — пом. 24 жовтня 1977, Київ) — український кіноактор та дипломат. Заслужений артист УРСР (1957). Член Спілки кінематографістів України.

## Біографія
Народився 24 жовтня (7 листопада за новим стилем) 1898 року в Києві в родині робітника. В 1917 році грав у Київському театрі під керівництвом Панаса Саксаганського. В 1918—1921 роках учасник громадянської війни, до 1924 року працював повноважним представником Української СРР у Польщі.
В 1921—1922 роках навчався на екранному відділенні Вищих кінокурсів у Варшаві.
У 1924—1925 роках — актор ансамблю «Думка».
У кіно — з 1924 року, актор українських кіностудій. Майстер епізодичних ролей. У 1935—1937 роках — актор Київського театру імені І. Франка.
Був нагороджений медалями.

Могила Дмитра Капки

Помер 24 жовтня 1977 року в Києві. Похований на Лісовому кладовищі Києва.

## Фільмографія
- «Зірки на крилах» (1955, асистент режисера у співавт.)

Акторські кінороботи:
- «Остап Бандура» (1924, селянин),
- «Герой матчу» (1926, уболівальник),
- «Вася-реформатор» (1926, завгосп Лушпайсиндикату),
- «Міс Менд» (1926, пасажир),
- «Ягідка кохання» (1926, продавець іграшок),
- «Підозрілий багаж» (сищик Сміт),
- «В пазурах Радвлади» (1926, співак),
- «Ніч перед Різдвом» (1927, чорт),
- «Сумка дипкур'єра» (1927, пасажир),
- «Микола Джеря» (Матня),
- «Навздогін за долею» (Іван),
- «Наговір» (1928, перукар),
- «Октябрюхов і Декабрюхов» (1928, чиновник),
- «Шкурник» (1929, генерал),
- «Хліб» (1930, дід-переродженець),
- «Секрет рапіду» (Яшка-прогульник),
- «Життя в руках» (1930, тракторист),
- «Червінці» (1930, червоний козак),
- «По той бік» (1930, білогвардієць),
- «Фронт» (шахтар),
- «Сорочинський ярмарок» (1939, чорт, бурсак, дідок, виконував також арію Левка),
- «Будні» (1940, льотчик),
- «Гомони, містечко» (1939, сигнальщик),
- «Багата наречена» (1937, бригадир),
- «П'ятий океан» (1940, гітарист),
- «Як гартувалась криця» (1942, петлюрівський офіцер),
- «Богдан Хмельницький» (1941, Кожух),
- «Люди з чистою совістю» (партизан);
- «Нескорені» (1945, зрадник);
- «В далекому плаванні» (1945, матрос Свистунов);
- «Тарас Шевченко» (священик);
- «300 років тому…» (1956);
- «Над Черемошем» (1956, дід);
- «Кривавий світанок» (1956, хлоп)
- «Пригоди з піджаком Тарапуньки» (рибак);
- «Тихий Дон» (дід Сашко);
- «НП. Надзвичайна подія» (кок Харитоненко);
- «Військова таємниця» (Гейка);
- «Чарівна ніч» (дід Свирид);
- «Отаман Кодр» (Прохір);
- «Киянка» (арсеналець);
- «300 років тому…» (1956);
- «Штепсель одружує Тарапуньку» (1957);
- «Гори, моя зоре» (1957, комендант);
- «Ластівка» (1957, рибак);
- «Коли співають солов'ї» (1958);
- «Таврія» (1959, дід Левко);
- «Різнокольорові камінці» (1960, продавець);
- «Гроза над полями» (виборний);
- «Українська рапсодія» (1961);
- «Вечори на хуторі біля Диканьки» (1961, ткач Шапуваленко);
- «Серед добрих людей» (1962);
- «Мовчать тільки статуї» (1962);
- «Наймичка» (1963);
- «Карти»;
- «Сон» (1964, епіз.);
- «Казка про Хлопчиша-Кибальчиша» (1964, генерал буржуїнів);
- «Самотність» (1964, Фома);
- «Вій» (1967, дід Оверко);
- «Акваланги на дні» (1965, адміністратор);
- «Між високими хлібами» (1970);
- «Пропала грамота» (1972);
- «Хлопчину звали Капітаном» (1973);
- «Право на любов» (1977, Курський) та ін.